# Künstleragentur
Eine Künstleragentur oder Künstlervermittlung vermittelt als Dienstleister zwischen Künstlern (hauptsächlich Sänger, Musiker und Schauspieler) und deren Kunden (z. B. bei der Durchführung von kulturellen Veranstaltungen oder Filmproduzenten), wobei die Agentur einerseits Anfragen der Kunden bedient und andererseits die Werbung, Öffentlichkeitsarbeit und Vertragsabschlüsse für die Künstler vornimmt. Darüber hinaus übernehmen einige Künstleragenturen weitere Dienstleistungen im Zusammenhang mit Organisation und Planung der kommenden Veranstaltung. Im internationalen Kontext ist zunehmend auch die Bezeichnung Talent Management oder Talent Agency üblich.

## Geschäftsmodell
Künstleragenturen arbeiten in der Regel mit freischaffenden Künstlern zusammen und nehmen sich je nach abgeschlossenem Vertrag über die Betreuung eines Künstlers abhängig von der Vertragslage einen rechtlichen Anspruch auf alleinige Vermittlung (Exklusivvertrag) von Engagements, wofür sie in der Regel auf Provisionsbasis bezahlt werden. Dieser Exklusivvertrag darf den Künstler nicht in eine Scheinselbständigkeit zwingen, sofern die Kunst dessen einzige Erwerbsquelle ist.
In Deutschland ist es laut einer Verordnung nach § 301 des Dritten Buches Sozialgesetzbuch - Arbeitsförderung gesetzlich verboten, bei der Vermittlung von Künstlern in ein Arbeitsverhältnis mehr als 18 % Provision (bei der Vermittlung in ein Arbeitsverhältnis bis sieben Tage), bzw. 14 % (bei der Vermittlung mit einer Dauer von mehr als zwölf Monaten) abzuführen. Das gilt auch, wenn laut Gesetz ein Vermittler bei der Vermittlung mit einem anderen zusammenarbeitet. Der Künstler kann sich aber auch selbst vermarkten und/oder aber auch mehreren Künstleragenturen seine Vermittlungsrechte im Sinne eines nicht exklusiven Kontaktes übertragen. Im Gegensatz dazu sind bei Gastspieldirektionen meistens die Veranstalter und nicht die Künstler direkte Vertragspartner.
Schauspieleragenturen übernehmen ähnliche Dienstleistungen für Schauspieler. In Deutschland sind diese Agenturen im Verband der Agenturen für Film, Fernsehen und Theater, dem Verband Deutscher Schauspieler-Agenturen und dem Verband deutscher Nachwuchs-Agenturen (VdNA) organisiert. Bekannte Künstler aus dem Bereich der Darstellenden Kunst werden oft durch selbständige Manager vertreten.
Eine Konzertagentur oder Bookingagentur ist eine Agentur, die Künstler für Liveveranstaltungen bucht. Sie ist Bindeglied zwischen Veranstaltern von Live-Clubs, Festivals und Freiluftkonzerten, den Künstlern und gegebenenfalls ihrer Plattenlabels und arbeiten mit diesen in Bezug auf Promotion und Terminierung eng zusammen. Zum Aufgabenbereich gehören Tourneeplanung- und Durchführung, Buchungen, Vertragsaushandlungen, Vermarktung, Buchhaltung, Künstler- und Kundenbetreuung sowie Pressearbeit.

## Spezielle Künstleragenturen
- Die Künstler-Agentur der DDR war eine staatliche Agentur die Künstler der DDR ins Ausland vermittelte und umgekehrt.